# Dendronephthya puetteri
Dendronephthya puetteri är en korallart som beskrevs av Kükenthal 1905. Dendronephthya puetteri ingår i släktet Dendronephthya och familjen Nephtheidae. Inga underarter finns listade i Catalogue of Life.